# Pliska
Pliska era la capitale della Bulgaria tra il 681 e l'893 d.C. Secondo le cronache bulgare fu fondata dal khan Asparuch. Viene menzionata con il nome di Pliskusa da Giorgio Cedreno e Anna Comnena. Le sue mura, che delimitavano un'area di 23 km², avevano un'altezza media di 12 metri e uno spessore di 2,6 metri.

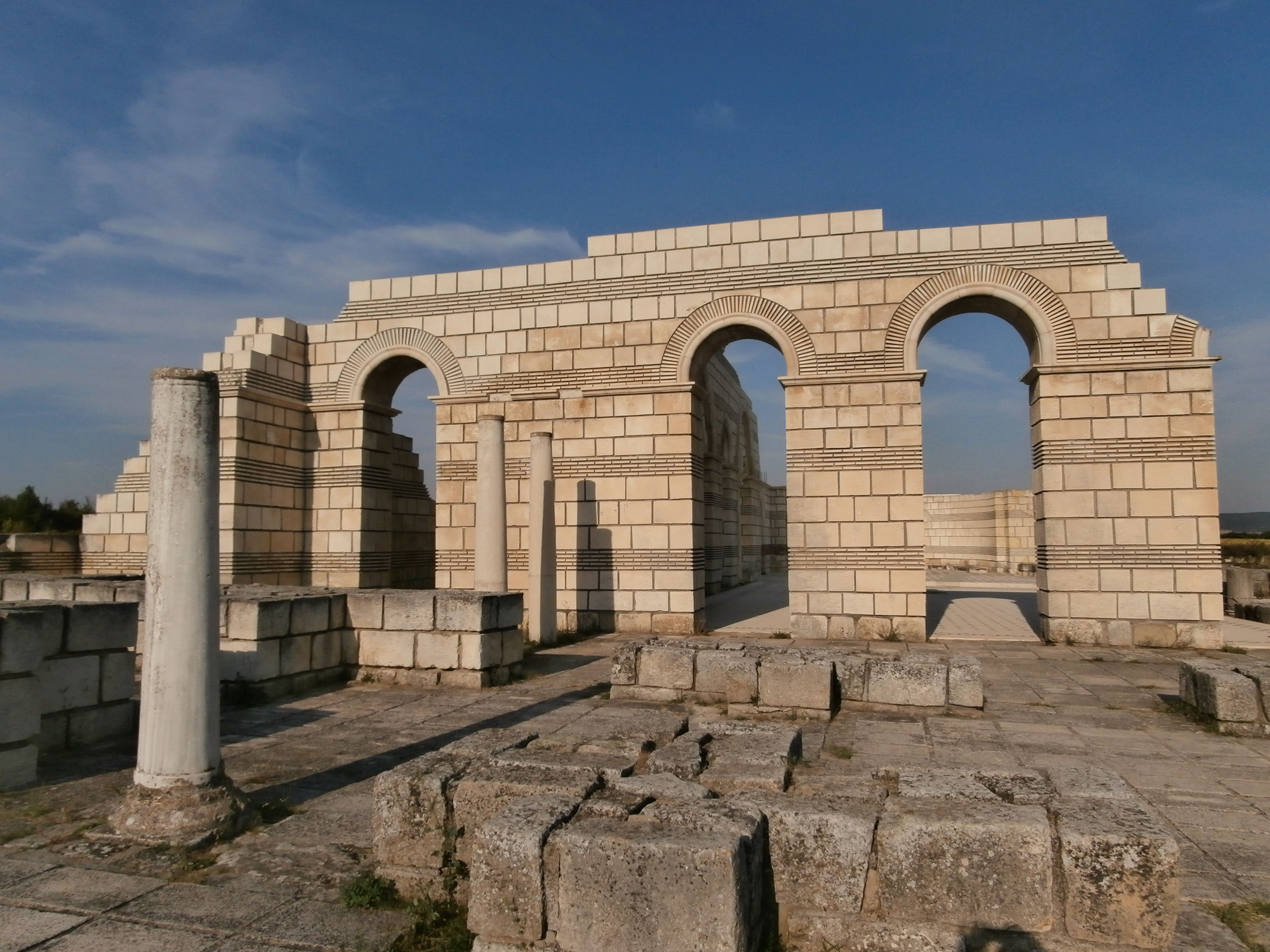
Chiesa della cattedrale di Pliska

## Storia
Pliska venne saccheggiata dalle forze bizantine nell'811 guidate da Niceforo I, che di lì a poco sarebbero state sbaragliate dal khan Krum (battaglia di Pliska). Il khan Asparuch popolò la città con artigiani per farne uno dei centri economici del regno. Nell'886 Boris I fondò la scuola letteraria di Pliska (chiamata dopo l'893 scuola letteraria di Preslav), che venne posta sotto la guida di Naum di Preslav.

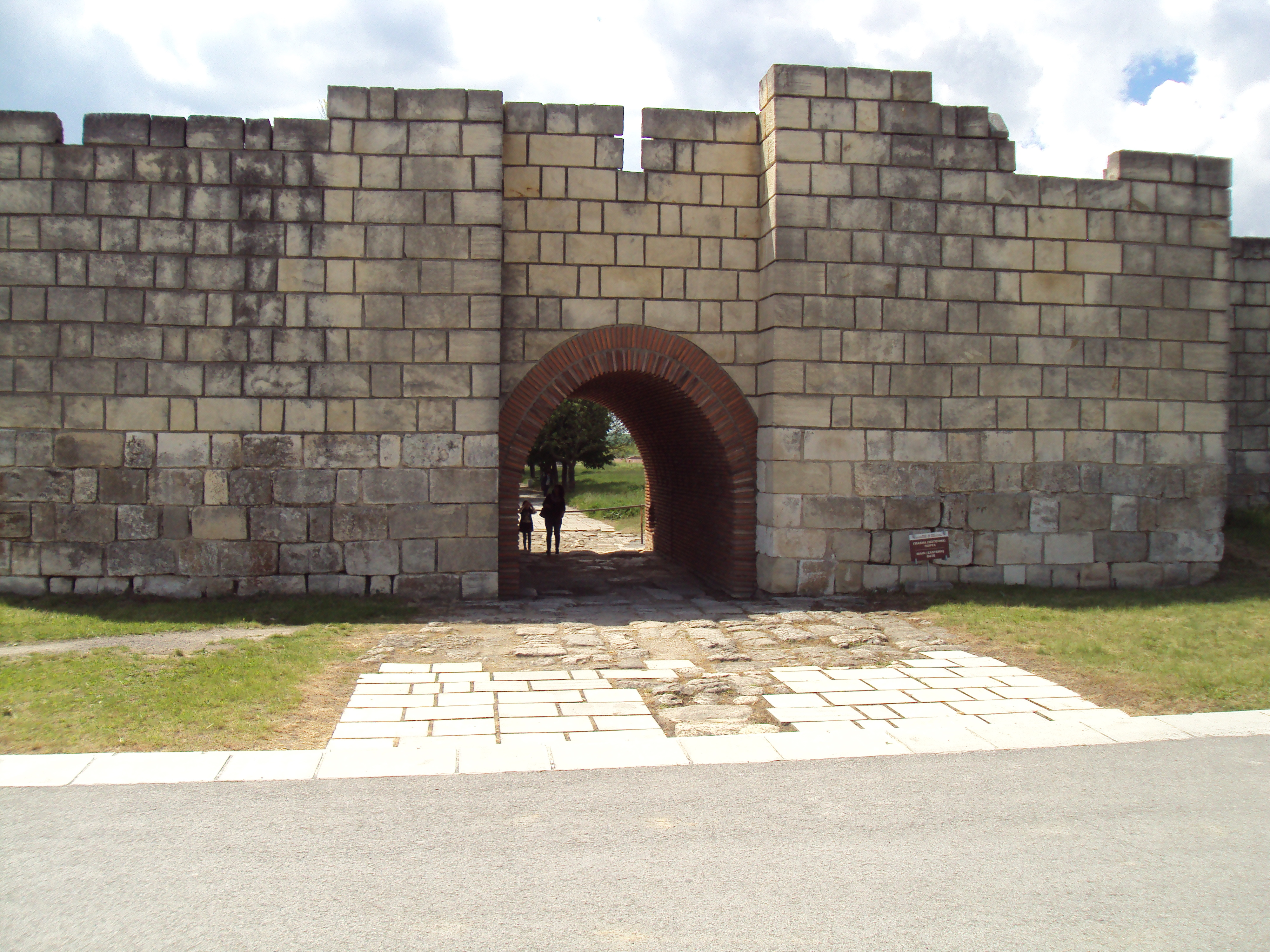
Fortezza di Pliska

Nell'892 la città fu teatro di una rivolta pagana capeggiata da re Vladimir. Dopo il fallimento della rivolta Vladimiro fu detronizzato e sostituito dal terzo figlio di Boris I, Simeone. Quest'ultimo spostò la capitale a Preslav.
In seguito Pliska perse progressivamente la sua importanza. Venne distrutta in seguito agli assalti della Rus' di Kiev e dei Bizantini tra il 969 e il 972, non venendo più ricostruita.

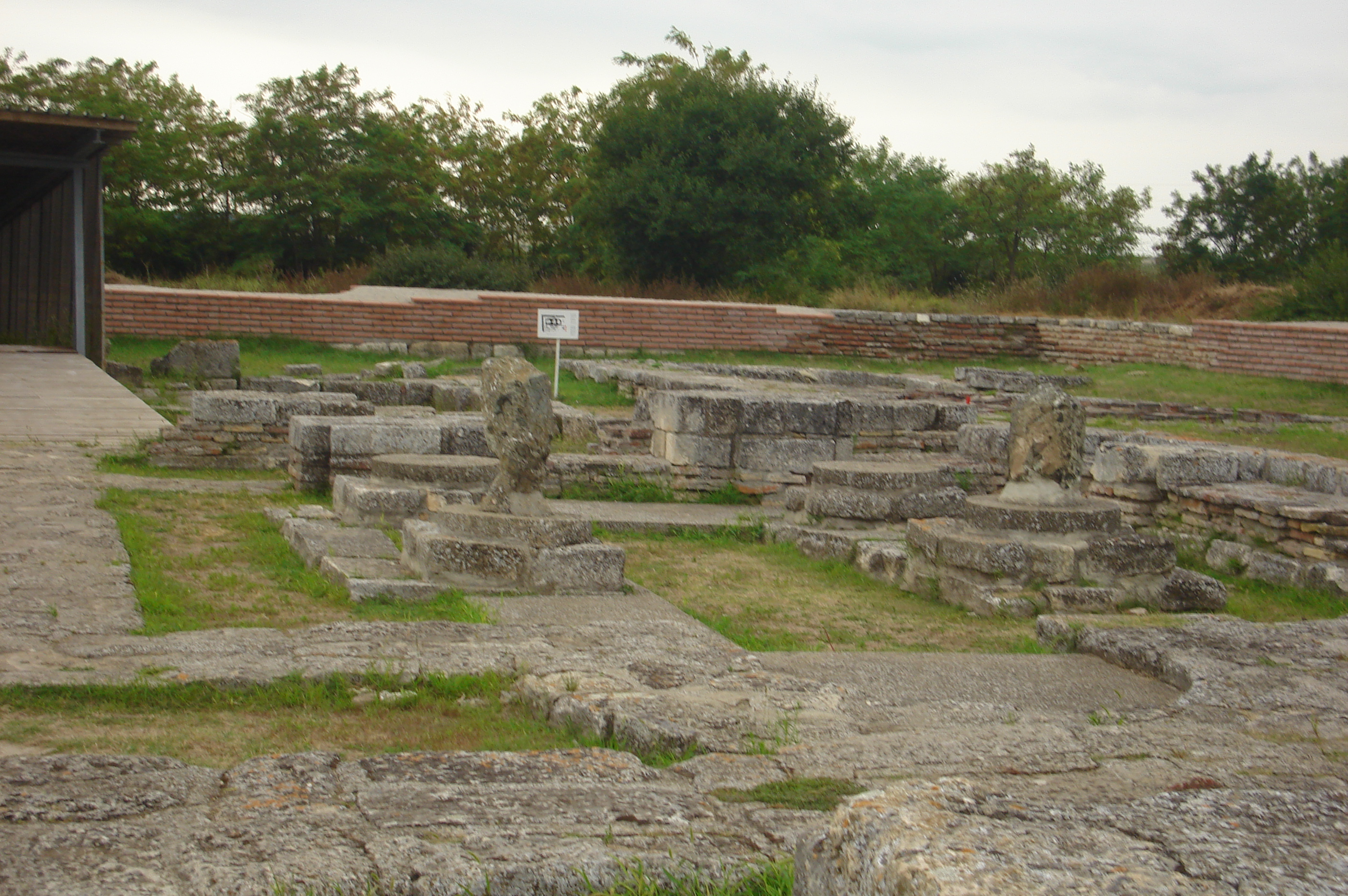

## Descrizione
Le rovine dell'antica Pliska si trovano a circa 3 km a nord dell'omonimo villaggio. Il sito archeologico è protetto e comprende i resti del Palazzo Grande e del Palazzo Piccolo, delle mura fortificate e della grande basilica (datata 875 circa), all'epoca della sua costruzione uno dei più grandi luoghi di culto cristiani.